# 전북특별자치도교육청교육연수원
전북특별자치도교육청교육연수원(全北特別自治道敎育廳敎育硏修院)은 지방교육자치에 관한 법률 제32조에 따라 교육공무원 및 교육행정을 담당하는 지방공무원의 연수를 위하여 전북특별자치도교육청 산하에 설치된 소속기관이다.